# Ефруш, Георгий Захарович
Гео́ргий Заха́рович Ефру́ш (настоящее имя — Георгий Захарович Ефремов; 10 апреля 1916, Макарсола, Царевококшайский уезд, Казанская губерния — 7 июля 1941, Куолоярви, Кандалакшский район, Мурманская область) — советский марийский писатель, поэт и драматург, переводчик, литературовед, педагог. Член Союза писателей СССР с 1939 года. Член ВКП(б).

## Биография
Родился 10 апреля 1916 года в д. Макарсола (ныне Макаркино Моркинского района Марий Эл) в семье сельского учителя. Отец Захар Ефремович с детства пристрастил Георгия к чтению книг и литературе.
В 1931 году после обучения в школах Моркинского района и окончания трёхмесячных педагогических курсов стал работать учителем Горельской начальной школы в родном районе.
В 1933 году поступил на рабфак Горьковского медицинского института, а в 1934 году пошёл учиться на литературный факультет Марийского педагогического института.
12—14 июня 1934 года Г. Ефруш участвовал во II конференции писателей Марийской автономной области в Йошкар-Оле.
Посещал кружок при редакции газеты «Рвезе коммунист», а в 1936 году получил направление от Марийского обкома ВЛКСМ для работы в редакции газеты «Ямде лий» («Будь готов»).
В 1936—1938 годах заочно учился в Московском литературном институте им. А. М. Горького.
С 1937 года преподавал марийский язык и литературу в Цибикнурской средней школе.
С 1939 года — научный сотрудник сектора литературы и фольклора Марийского научно-исследовательского института, занимался изучением творчества писателя Дим. Орая, вёл монографическое исследование «Марийская литература 1930-х годов».
Встречи с марийским поэтом и драматургом Н. С. Мухиным, посещение литературных кружков побудили юношу к сочинению первых рассказов. В 1931 году начал литературную деятельность как поэт, но известность получил благодаря коротким рассказам о жизни марийской деревни. Этим рассказам присущ лиризм и мягкий юмор. В 1935 году написал пьесы «Моя семья» и «Дарья», посвящённые колхозной жизни. В 1939 году написал пьесу «Тенета» о гражданской войне в Марий Эл и пьесу «Вражьи следы» о классовой борьбе в период индустриализации. Его пьесы ставились на сцене Марийского национального театра драмы имени М. Шкетана. Также сам играл на сцене, в частности, был исполнителем роли Эчука в пьесе С. Николаева «Салика». Перевёл на марийский язык стихи А. С. Пушкина, отрывки из повести Д. Дефо «Робинзон Крузо», пьесу М. Горького «На дне». Написал несколько литературно-критических статей о марийской литературе и творчестве марийского писателя Дим. Орая. В 1940 году был опубликован первый сборник рассказов. В 1975 году вышел сборник произведений.
Всего за 8 лет Г. Ефруш написал 6 пьес, 20 рассказов, более 30 стихотворений, 30 статей, собирал материалы для написания романа «Каш» («Борозда»).
В июне 1940 года Г. Ефруш был призван в ряды Красной Армии, служил на северной границе Карелии. В сентябре 1940 года вблизи Кандалакши Мурманской области приступил к выполнению обязанности топографа-вычислителя, участвовал в разведках штаба 369-го гаубичного артиллерийского полка. Во время службы переписывался с семьёй: супругой Анастасией Герасимовной Михайловой, дочерьми Ангелиной и Маргаритой.
Погиб 7 июля 1941 года у посёлка Куолоярви (ныне Кандалакшского района Мурманской области), похоронен там же.

## Сочинения

### На марийском языке
- Ешем. 2 актан пьеса. (Моя семья). Йошкар-Ола, 1935. 48 с.
- Тушманын кышаже: пьеса (Вражьи следы). Йошкар-Ола, 1939. 52 с.
- Эҥыремышвод: пьеса (Паутина). Йошкар-Ола, 1939. 36 с.
- Ойлымаш-шамыч: рассказы. Йошкар-Ола, 1940. 44 с.
- Кокымшо илыш: ойырен налме произведений-шамыч [Вторая жизнь: избранные произведения]. — Йошкар-Ола, 1949. 88 с.
- Шошо: ойлымаш, очерк, пьеса, почеламут, статья, шарнымаш [Весна: рассказы, очерки, пьесы, стихи, статьи, воспоминания]. — Йошкар-Ола, 1975. 192 с.

### В переводе на русский язык
- Чего ещё надо? Рассказ / пер. А. Айзенворта // Марийские писатели.— Йошкар-Ола, 1941. — С. 77—80.
- Последний единоличник. Рассказ / пер. Н. Москвина // Солнце над лесами. Йошкар-Ола, 1984. С. 230—234.

## Память
Именем марийского писателя и педагога Г. Ефруша были названы:
- Горельская 8-летняя школа Моркинского района (с 1966 года[1]; с 1996 года — Горельская начальная школа).
- Улица в д. Макаркино Моркинского района Республики Марий Эл[6].